# Threat Signal
Threat Signal (англ. Сигнал загрози) — канадський хеві-метал гурт з міста Гамільтон, провінція Онтаріо. Гурт зазнав численних змін у складі, від оригінального складу залишився лише Джон Говард. виконують музику в стилі металкор, мелодійний дез-метал або ґрув-метал.

## Історія гурту

### Ранні роки (2003—2005)
Група Threat Signal створено влітку 2003 року двоюрідними братами Джоном і Річем Говардами. Невдовзі після цього вони запросили місцевого гітариста Кайла Маккнайта й почали писати та записувати музику. У перші місяці 2004 року тріо виклало своє демо для пісні «Rational Eyes» у міжнародний музичний чарт на GarageBand.com. Через декілька тижнів трек посів перше місце в чарті й отримав нагород віди GarageBand за найкраще звучання гітари, найкращі ударні, найкращий чоловічий вокал, найкраще виробництво, пісню тижня та пісню дня. Цей успіх викликав інтерес звукозаписних лейблів і допоміг створити фанатську базу ще до того, як гурт взагалі почав виступати наживо.
Навесні 2004 року до групи приєднався барабанщик Адам Меттьюз, а також басист Ерік Папкі (колишній вчитель гри на гітарі Кайла Макнайта). 10 грудня 2004 року Threat Signal виступили хедлайнерами свого першого концерту в The Underground у Гамільтоні. Більшу частину 2005 року Threat Signal продовжували писати та записувати матеріал для свого дебютного повноформатного альбому (Under Reprisal). Влітку 2005 року Ерік Папкі залишив гурт і його замінив Марко Брессетте.

### Under Reprisal(2005—2008)
У вересні 2005 року група поїхала до Лос-Анджелеса, щоб записати свій дебютний альбом Under Reprisal з продюсером Крістіаном Олде Волберсом з Fear Factory. Під час запису гурт покинув барабанщик Адам Меттьюз; його замінить Джордж Парфітт. У листопаді гурт підписав контракт із лейблом Nuclear Blast.
Under Reprisal вийшов 6 травня 2006 року та отримав чудові відгуки. У липні 2006 року Threat Signal взяли участь у німецькому фестивалі Earthshaker. Місяць по тому гітарист Річ Говард покинув гурт і його замінив басист гурту Марко Брессеттк; нову посаду басиста отримав Пет Кавана. 
У жовтні 2006 року гурт вирушив у шеститижневий тур по Північній Америці «Last Stab Tour» із Soilwork, Mnemic і Darkest Hour. У листопаді Under Reprisal здобув канадську нагороду «Запис року» на Hamilton Music Awards.
У березні 2007 року Threat Signal розпочав демонстрацію нового матеріалу, але цьому завадив відхід гітариста Марко Брессетте. Колишній учасник Річ Говард заповнив її, допоки вище вказане місце не зайняв Адам Вебер.
Наприкінці весни 2007 року Threat Signal виступали на розігріві під час Tour and Loathing Canadian trek разом із Protest the Hero, All That Remains, Blessthefall і The Holly Springs Disaster. У червні 2007 року відіграв 7 концертів на східному узбережжі Канади разом із канадською групою The End. У липні 2007 року гурт оголосив, що до завершення літа більше не гастролюватиме. Прричиною такого рішення стало те, що Кайл Маккнайт та Джордж Парфітт покинули гурт; згодом їх замінили Тревіс Монтгомері на гітарі та Норман Кіллін на барабанах. 2008 року Говард і Кавана приєдналися до екс-учасників Fear Factory Реймонда Еррери та Крістіана Олде Волберса в групі сайд-проєкту Arkaea.

### Vigilance(2009—2010)
Другий альбом Threat Signal Vigilance, спродюсований Джоном Говардом (єдиним членом гурту з оригінального складу) і зведений Грегом Рілі, вийшов 8 вересня 2009 року в Північній Америці та 11 вересня 2009 року в Європі. Отримав позитивні відгуки. Гурт зняв кліп на трек «Severed», а 15 липня випустили 32-хвилинне відео «Making Of» для нової платівки, яке містило кадри записів треків, процес написання пісень та інтерв’ю з учасниками гурту. Альбом розійшовся тиражем близько 1100 копій за перший тиждень продажу в Сполучених Штатах, а гурт для підтримку альбому відправився у гастролі разом з Epica, а згодом і з Dark Tranquillity.
У липні 2010 року Адам Вебер залишив гурт. Екс-гітарист Darkest Hour Кріс Норріс втрутився. Два місяці по тому пішов барабанщик Норман Кіллін; Згодом Адама та Нормана замінили барабанщик Алекс Рюдінгер та гітарист Кріс Фінер.

### Threat Signal(2011—2016)
Однойменний альбом Threat Signal вийшов 7 жовтня 2011 року в Європі та 11 жовтня 2011 року в Північній Америці. Продюсувався Крісом «Зевсом» Харрісом (Chimaira, Hatebreed, The Acacia Strain тощо) й отримав схвальні відгуки. Для просування альбому гурт здійснив турне по США та Східній Канаді в 2012 році разом з Children of Bodom, Eluveitie і Revocation.
У квітні 2012 року гурт покинув Алекс Рюдінгер; незабаром після цього пішов і Кріс Фінер. Його замінив Метт Перрін. Згодом Рюдінгера змінив колишній барабанщик Our Lady of Bloodshed Джої Муха, який пішов у червні 2015 року, щоб приєднатися до Jungle Rot. Ендрю Мінарік втрутився в Disconnect.

### Disconnect(2017—теперішній час)
Через це гурт гастролював і працював над своїм четвертим альбомом Disconnect, який вийшов 10 листопада 2017 року на Agonia Records. Відгуки до альбому були неоднозначними. Гурт продовжив тур по Північній Америці на підтримку альбому.
У той час як Threat Signal продовжував існувати, у січні 2019 року Джон Говард також приєднався до нового метал-гурту Imonolith.

## Склад гурту

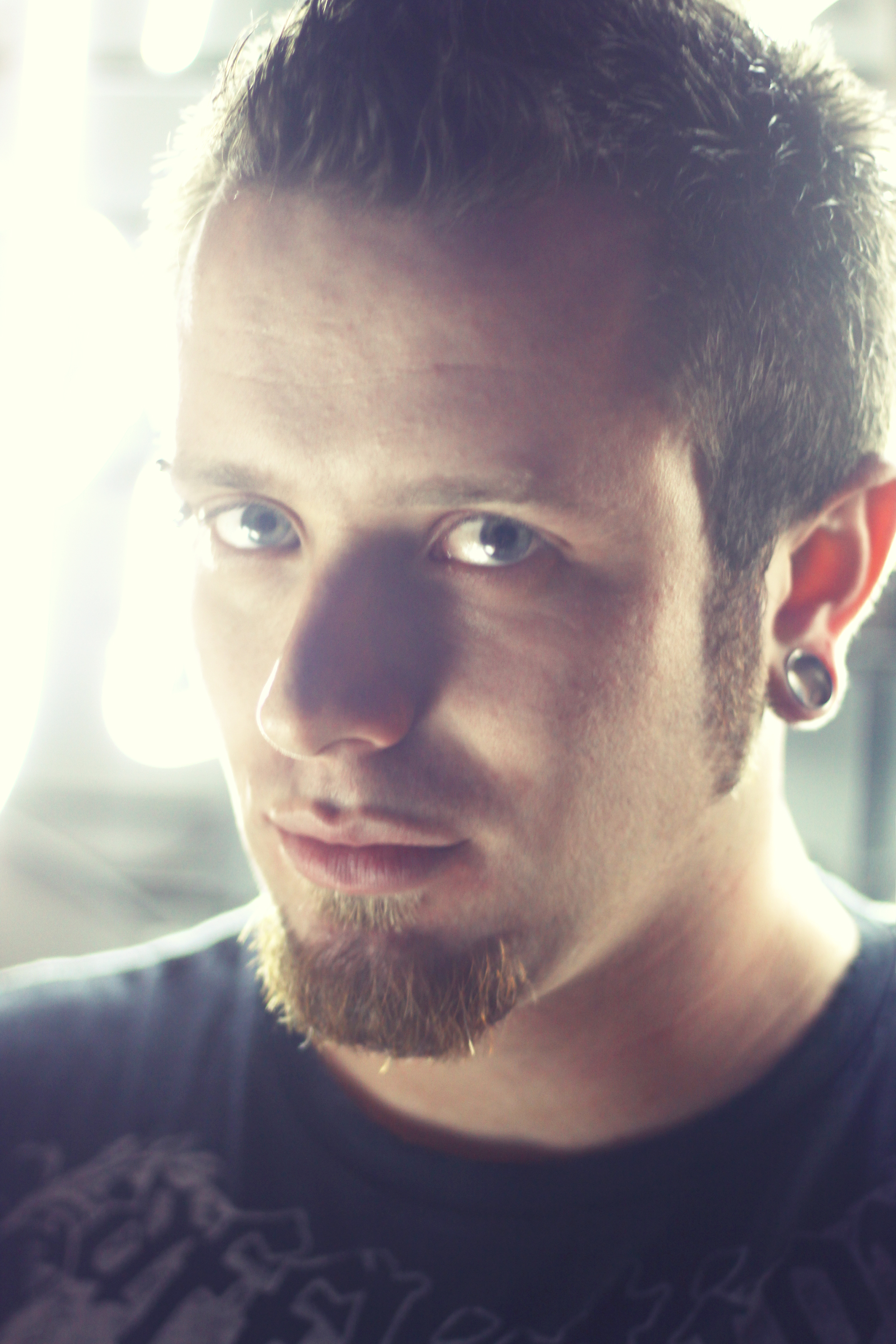
Основний вокаліст Джон Говард

### Нинішній склад
- Джон Говард – вокаліст (2003–теп.час)
- Тревіс Монтгомері – соло-гітара (2007–теп.час)
- Раян Міллер – басист (2018–теп.час)
- Джої Муха – ударні (2013–2015, 2018, 2020–теп.час)
- Освін Вон – ритм-гітара (2018, 2020–теп.час)

### Колишні учасники
- Кайл Макнайт – соло-гітара (2003–2007)
- Річ Говард – ритм-гітара, бек-вокал (2003–2006)
- Адам Меттьюз – ударні (2004–2005)
- Ерік Папкі – басист (2004–2005)
- Марко Брессетте – басист (2005–2006), ритм-гітара (2006–2007)
- Пет Кавана – басист, бек-вокал (2006–2018)
- Джордж Парфітт – ударні (2006–2007)
- Норман Кіллін – ударні (2007–2010; помер 2016)
- Адам Вебер – ритм-гітара (2007–2010)
- Алекс Рюдінгер – ударні (2010–2012)
- Кріс Норріс – ритм-гітара (2010, 2013)
- Кріс Фінер – ритм-гітара (2010–2012)
- Метт Перрін – ритм-гітара (2013–2020)

Студійні музиканти
- Ендрю Мінарік – ударні (2015–2016) для Disconnect

Музиканти-гастролери
- Крістіан Ольде Вольберс – басист (2016)
- Джеймс Кноерл – ударні (2016)

Таймлайн

## Дискографія

### Студійні альбоми
- Under Reprisal (Nuclear Blast, 2006)
- Vigilance (Nuclear Blast, 2009)
- Threat Signal (Nuclear Blast, 2011)
- Disconnect (Agonia, 2017)

### Сингли
- "Rational Eyes" (Nuclear Blast, 2006)
- "A New Beginning" (Nuclear Blast, 2008)
- "Through My Eyes" (Nuclear Blast, 2009)
- "Comatose" (Nuclear Blast, 2011)
- "Fallen Disciples" (Nuclear Blast, 2011)
- "Face the Day" (Nuclear Blast, 2011)
- "Uncensored" (Nuclear Blast, 2012)
- "Exit the Matrix" (Agonia, 2017)
- "Elimination Process" (Agonia, 2017)